# 郯子
郯子（"郯"字，音同"談"，生卒年月不详），为史书《二十四孝》中记载的历史人物，鹿乳奉亲的主角，春秋时期郯国国君。己姓，子爵，其爲人講道德、施仁義，对百姓恩威有加。

## 其人其事

### 鹿乳奉亲
在其還沒有即位時，當時的君主和妃（也就是郯子的父母）年紀很大，且患得眼疾，需以鹿乳治疗。郯子知道以后便身披鹿皮，钻进鹿群中挤取鹿乳，供奉双亲。一日，一位猎人去山中猎鹿，郯子急忙脱去鹿皮，将鹿乳奉亲告诉了猎人。猎人知道之后赠其鹿乳并送其出山。

### 昭公问官
鲁昭公十七年秋，昭公在郯子第二次朝鲁时设宴款待佩服，席间问及远古帝王少昊氏以鸟名官之事，郯子引经据典，以古喻今，在座百官无不佩服。当时孔子于鲁国，听闻这件事之后便求学于郯子，此乃韩愈《师说》中“孔子师郯子”之出处。